# Floculación

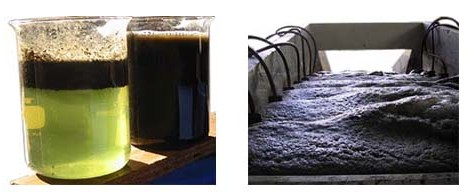
Floculación iónica.

La floculación es un proceso químico mediante el cual, con la adición de sustancias denominadas floculantes, se aglutinan las sustancias coloidales presentes en el agua, facilitando de esta forma su decantación y posterior filtrado. Es un paso del proceso de potabilización de aguas de origen superficial y del tratamiento de aguas servidas domésticas, industriales y de la minería.
Los compuestos presentes en el agua pueden ser:
- Sólidos en suspensión;
- Partículas coloidales (menos de una micra), gobernadas por el movimiento browniano; y,
- Sustancias disueltas (menos que varios nanómetros).

## Proceso
El proceso de floculación es precedido por la coagulación, por eso se suele hablar de los procesos de coagulación-floculación. Estos facilitan la retirada de las sustancias en suspensión y de las partículas coloidales:
- La coagulación es la desestabilización de las partículas coloidales causadas por la adición de un reactivo químico llamado coagulante el cual, neutralizando sus cargas electrostáticas, hace que las partículas tiendan a unirse entre sí.
- La floculación es la aglomeración de partículas desestabilizadas en microflóculos y después en los flóculos más grandes que tienden a depositarse en el fondo de los recipientes construidos para este fin, denominados sedimentadores.

Los factores que pueden promover la coagulación-floculación son el gradiente de la velocidad, el tiempo y el pH. El tiempo y el gradiente de velocidad son importantes al aumentar la probabilidad de que las partículas se unan y da más tiempo para que las partículas desciendan, por efecto de la gravedad, y así se acumulen en el fondo. Por otra parte el pH es un factor prominente en la acción desestabilizadora de las sustancias coagulantes y floculantes.
La solución floculante más adecuada a la naturaleza de los materiales en suspensión con el fin de conseguir aguas decantadas limpias y la formación de lodos espesos se determina por pruebas, ya sea en laboratorio o en el campo.
En la minería, los floculantes utilizados son polímeros sintéticos de alto peso molecular, cuyas moléculas son de cadena larga y con gran afinidad por las superficies sólidas. Estas macromoléculas se fijan por adsorción a las partículas y provocan así la floculación por formación de puentes interpartículas.

## Tipos de floculación

### Floculación iónica
Mediante la floculación iónica se modifican las moléculas disueltas en un fluido mediante la acción de los llamados floculadores iónicos, que son los elementos materiales compuestos por tubos de acero inoxidable, plata o cobre, que conectados en su extremo a polos de corriente directa, positiva o negativa, generan la actividad iónica. Los floculadores iónicos sumergidos en el fluido producen un campo eléctrico de baja intensidad con actividad iónica constante, que incrementa la energía de los electrones de enlace; entonces, los átomos que componen las moléculas diluidas en el medio sufren un cambio en su estructura que las lleva a su forma más elemental, confirmando la teoría electrolítica de la disociación.

## Mecanismo de funcionamiento
El mecanismo subyacente es de tipo electromagnético a nivel molecular. De esta manera el floculante ejerce aquí una alteración en la carga eléctrica a nivel iónico de las partículas haciendo que estas se atraigan entre sí y formen juntas una partícula más grande y pesada que se hunde, quedando depositada en el fondo junto a las otras.

## Usos más comunes

### Mantenimiento de piscinas
Los floculantes se utilizan en el mantenimiento de piscinas en las que el agua se ha vuelto turbia debido a las partículas en suspensión. El tratamiento se realiza con el nivel óptimo de cloro y el pH ajustado, al finalizar la hora de baño, y dejando actuar durante toda la noche. A la mañana siguiente, con el limpiafondos y la bomba de agua en posición de desagüe, se eliminan los restos depositados en el suelo, quedando la piscina clara, limpia y segura.

### Tratamiento de aguas para autolavados
Con el propósito de ayudar a conservar el agua, se puede utilizar floculante para reciclarla. Para el efecto, previo paso por una trampa de grasas, se procede a aplicar floculante al 80% de sulfato de aluminio y 20% de sulfato de cobre en una proporción de 5 dl por cada 10 m³ de agua a tratar. Se esparce de manera homogénea sobre la superficie y se procede a agitar de manera fuerte y sostenida durante dos o tres minutos. Se deja reposar por al menos una hora y se traslada a un tanque limpio procurando una máxima aireación.